# After Bathing at Baxter's
After Bathing at Baxter's – trzecia płyta amerykańskiego zespołu rockowego Jefferson Airplane z 1967 roku.

## Lista utworów
| 1.  | "The Ballad of You and Me and Pooneil" (Kantner)                               | 4:47  |
|     |                                                                                |       |
| 2.  | "A Small Package of Value Will Come to You Shortly" (Blackman/Dryden/Thompson) | 1:39  |
|     |                                                                                |       |
| 3.  | "Young Girl Sunday Blues" (Balin/Kantner)                                      | 3:33  |
|     |                                                                                |       |
| 4.  | "Martha" (Kantner)                                                             | 3:26  |
|     |                                                                                |       |
| 5.  | "Wild Tyme" (Kantner)                                                          | 3:08  |
|     |                                                                                |       |
| 6.  | "The Last Wall of the Castle" (Kaukonen)                                       | 2:40  |
|     |                                                                                |       |
| 7.  | "reJoyce" (Slick)                                                              | 4:01  |
|     |                                                                                |       |
| 8.  | "Watch Her Ride" (Kantner)                                                     | 3:11  |
|     |                                                                                |       |
| 9.  | "Spare Chaynge" (Casady/Dryden/Kaukonen)                                       | 9:12  |
|     |                                                                                |       |
| 10. | "Two Heads" (Slick)                                                            | 3:10  |
|     |                                                                                |       |
| 11. | "Won't You Try/Saturday Afternoon" (Kantner)                                   | 5:09  |
|     |                                                                                |       |
|     |                                                                                | 43:56 |
|     |                                                                                |       |